# Nordlig grottspindel
Nordlig grottspindel (Nesticus cellulanus) är en spindelart som först beskrevs av Carl Alexander Clerck 1757.  Nordlig grottspindel ingår i släktet Nesticus och familjen grottspindlar. Arten är reproducerande i Sverige. Utöver nominatformen finns också underarten N. c. affinis.